# Арсеније Зограф
Арсеније Зограф (XVIII век) био је српски сликар и живописац манастира Хопово.

## Биографија
Арсеније Зограф је стварао у првој половини XVIII века. Помен о њему као зографу и духовнику налази се у попису душа по манастирима Фрушке Горе из 1734. Осликао је 1752. Царске двери у цркви Светог Лазара у Тројеглави. Почетком 18. века у Хопову делује сликарска школа коју су водили Арсеније Зограф и Нил.